# Instituto de Reabilitação de Chicago
O Instituto de Reabilitação de Chicago (em inglês:  Rehabilitation Institute of Chicago) é um hospital de reabilitação localizado em Chicago, Illinois, Estados Unidos.